# Genesio
Genesio  è un nome proprio di persona italiano maschile.

## Varianti
- Maschili: Genisio[1][2], Ginesio[2][4], Ginnesio[4], Gineto[4]
- Femminili: Genesia[1][2], Genisia[1][2], Ginesia[4], Ginnesia[4], Gineta[4]

### Varianti in altre lingue
- Basco: Giñes[5]
- Catalano: Genís[5]
- Francese: Genès
- Galiziano: Xenxo[5]
- Greco antico: Γενέσιος (Genesios)[2]
- Greco moderno: Γενέσιος  (Genesios)
- Latino: Genesius[2]
- Polacco: Genezjusz
- Portoghese: Genésio
- Russo: Генезий (Genezij)
- Spagnolo: Ginés[5]

## Origine e diffusione
Deriva dal tardo nome greco Γενέσιος (Genesios), latinizzato in Genesius; è basato sull'aggettivo γενέσιος (genésios, "relativo alla nascita" o anche "relativo alla famiglia") o direttamente sul sostantivo γένεσις (génesis, "origine", "creazione", "nascita").
Per quanto riguarda la diffusione in Italia, sostenuta dal culto di vari santi così chiamati, nelle forme fondamentali è attestato maggiormente nel Nord e nel Centro, specie nelle Marche ed è usato, soprattutto al femminile, anche nella Sardegna meridionale; le forme "Ginnesio" e "Gineto" sono dialettali, la seconda tipica in particolare della Calabria.

## Onomastico
Il nome è stato portato da diversi santi; l'onomastico può quindi essere festeggiato in più date, fra le quali:
- 21 maggio, san Genesio, monaco benedettino, martirizzato dai normanni a Bèze, nella Côte-d'Or[7]
- 3 giugno, san Genesio, vescovo di Clermont[7][8]
- 5 giugno, san Genesio, conte di Clermont nell'VIII secolo, operatore di miracoli[7]
- 25 agosto, san Genesio, martire a Roma sotto Diocleziano, patrono dei comici e degli attori teatreali[3][7][8]
- 25 agosto, san Genesio, soldato romano, martire ad Arles sotto Massimiano[3][7][8]
- 25 agosto, san Genesio, vescovo di Brescello[7][8]
- 28 ottobre, san Genesio, martire a Thiers[7][8]
- 1º novembre, san Genesio, abate di Fontenelle e poi vescovo di Lione[7]

Va notato che il calendario dei santi attuale riporta solamente i santi di Clermont, Arles, Thiers e Lione.

## Persone
- Genesio di Arles, martire cristiano
- Genesio di Brescello, vescovo di Brescello
- Genesio di Lione, vescovo di Lione
- Genesio di Roma, martire cristiano
- Genesio Bozzoni, calciatore italiano
- Genesio Pioletti, calciatore e allenatore di calcio italiano
- Genesio Sampieri, fantino italiano

### Varianti
- Ginés de Albareda, poeta spagnolo
- Genís García, calciatore andorrano

## Il nome nelle arti
- La balada del Genesio è una canzone di Davide Van de Sfroos.